# کاتیا لوپس
کاتیا لوپس (انگلیسی: Kátia Lopes؛ زادهٔ ۱۳ ژوئیهٔ ۱۹۷۳) بازیکن والیبال اهل برزیل است.